# QSO J0842+1835
QSO J0842+1835是一個位在 巨蟹座的類星體。

## 外部連結
- Simbad（页面存档备份，存于）
- A Measurement of the Speed of Gravity